# 葡萄牙社會設施部
葡萄牙社會設施部（葡萄牙語：Ministério do Equipamento Social）是葡萄牙第九屆、第十三屆及第十四屆憲法政府的一個部門。

## 歷任部長

### 第九屆憲法政府
（由房屋、工務及運輸部改組）
- 1983年6月9日–1985年2月15日：João Rosado Correia（葡萄牙語：João Rosado Correia）
- 1985年2月15日–1985年11月6日：文禮治

（改組為工務、運輸及通訊部）

### 第十三屆憲法政府
（部門重設）
- 1995年10月28日–1995年12月27日：Henrique Constantino（葡萄牙語：Henrique Constantino）
- 1995年12月27日–1996年1月15日：Francisco Murteira Nabo（葡萄牙語：Francisco Murteira Nabo）

（改組為設施、規劃及國土管理部）

### 第十四屆憲法政府
（部門重設）
- 1999年10月25日–2001年3月10日：高偉度
- 2001年3月10日–2002年1月23日：Eduardo Ferro Rodrigues
- 2002年1月23日–2002年4月6日：若澤·蘇格拉底

（部門廢除）